# قرالر طسوجي
قرالر طسوجي هي قرية في مقاطعة أرومية، إيران. عدد سكان هذه القرية هو 2,279 في سنة 2006.